# Kandelabersvamp
Kandelabersvamp (Artomyces pyxidatus) är en svampart som först beskrevs av Christiaan Hendrik Persoon, och fick sitt nu gällande namn av Jülich 1982. Arten är reproducerande i Sverige, men är listad som nära hotad i Sverige. Den är inte allmän någonstans i världen, men förekommer i Norden, i flera europeiska länder samt bland annat i Nordamerika.
Kandelabersvampen, som är en nedbrytare, påminner om familjen fingersvampar, men är inte närmare släkt med dem Formen påminner om kandelabrar, därav trivialnamnet. Den växer i regel på lågor av asp, men då antalet asplågor minskat på grund av 1960-talets hormoslyr-användning minskar även kandelabersvampen i Sverige. Den kan förväxlas med liten kandelabersvamp.   

## Utseende
Kandelabersvampen påminner om fingersvamp, och blir mellan 3 och 15 centimeter hög. Färgen kan beskrivas som smutsvit, med en ton som går från gulaktig till brunaktig.
Svampens grentoppar är formade som skålar, med utskott som påminner om små fingrar längs kanten. Formen påminner om kandelabrar, därav trivialnamnet. Den kan förväxlas med liten kandelabersvamp, som dock har mindre fruktkroppar och färre förgreningar, samt en färgton som går i violett-rosa.

## Ekologi
Kandelabersvampen växer ofta på stubbar (lågor) av asp, och någon enstaka gång på stubbar av björk eller gran. Den går att hitta från försommaren till senhösten, oftast på lokaler där skogen har en lång kontinuitet men bara på några få lågor per lokal. Oftast är det en unik svampindivid per låga. Fruktkropparna är enbart ettåriga, men mycelet kan ha en livslängd som motsvarar veden. Kandelabersvampen är en nedbrytare.

## Utbredning
Det finns inte någon känd del av världen där arten är allmänt förekommande. Den förekommer dock i flera europeiska länder, och i Norden även i Danmark, Norge och Finland. Dessutom förekommer den i tempererade delar av Asien och Nordamerika, liksom i Nya Zeeland, Australien och Kuba.
I Sverige är kandelabersvampen mindre allmän men förekommande i hela landet, om än sällsynt i de sydvästligaste delarna. Nyckelbiotopsinventeringar från 2005 antyder att det inte finns fler än 5 000 lokaler, med ungefär 10 000 genetiskt unika mycel. På grund av en minskande tillgång i Sverige på starkt rötade asplågor beräknas artens totala population i Sverige ha minskat med mer än 15 % under de senaste trettio åren, och minskningen beräknas fortsätta på grund av ett minskande antal aspar, i synnerhet på grund av 1960-talets användning av hormoslyr.

## Taxonomi
Kandelabersvamp ingår i släktet Artomyces och familjen Auriscalpiaceae. Inga underarter finns listade i Catalogue of Life.